# Rheumaptera islandica
Rheumaptera islandica là một loài bướm đêm trong họ Geometridae.